# William Hall (Gouverneur)

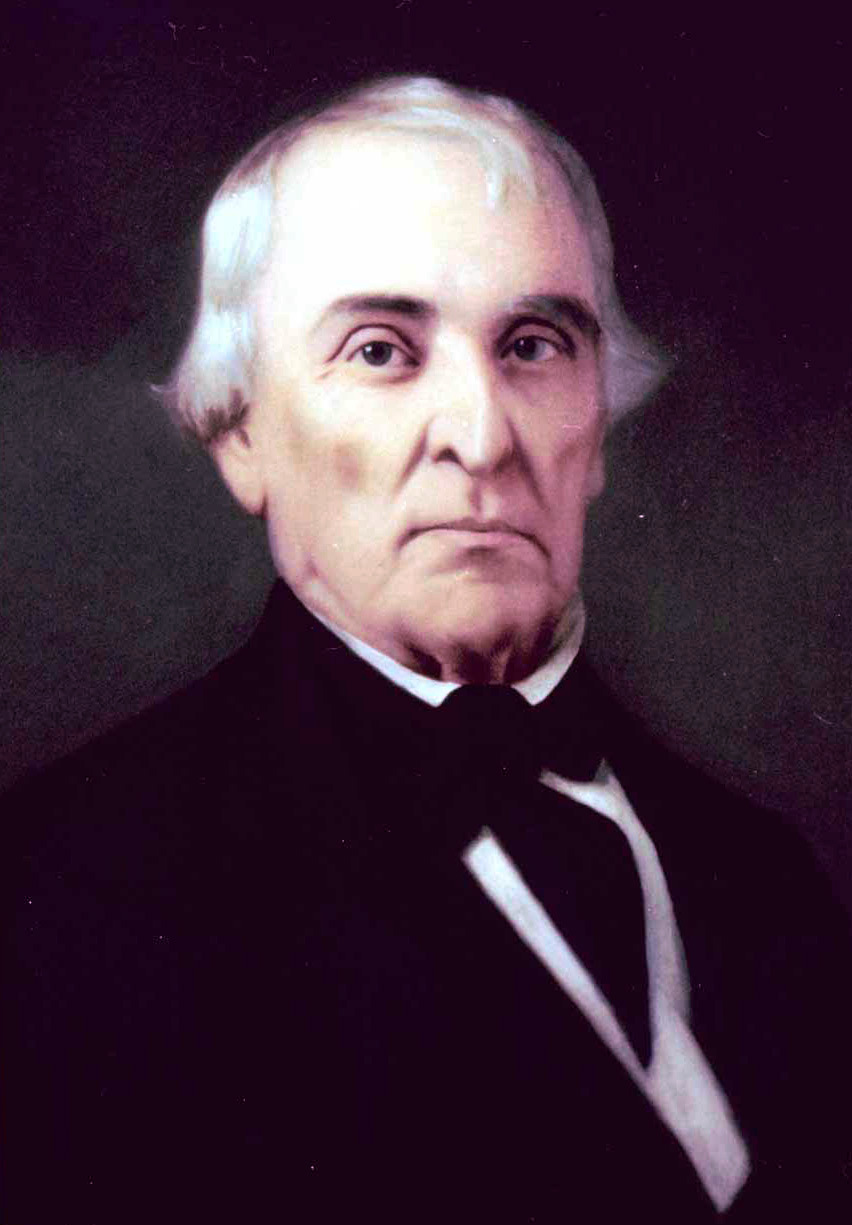
William Hall

William Hall (* 11. Februar 1775 im Surry County, Province of North Carolina; † 7. Oktober 1856 bei Castalian Springs, Tennessee) war ein US-amerikanischer Politiker und im Jahr 1829 achter Gouverneur des Bundesstaates Tennessee.

## Frühe Jahre
Der junge William Hall kam 1785 mit seinen Eltern in das heutige Tennessee und erlebte dort die Indianerkriege hautnah. Sieben Familienmitglieder kamen in diesen Kämpfen ums Leben. Nach seiner Heirat mit Mary Alexander, mit der er sieben Kinder haben sollte, ließ er sich im Sumner County als Farmer nieder. Ab 1796 war er Mitglied der Miliz von Tennessee und 1812 wurde er Brigadegeneral während des Krieges gegen die Creek.

## Politische Laufbahn
Seine politische Laufbahn begann 1797, als er in das Repräsentantenhaus von Tennessee gewählt wurde, wo er bis 1805 verblieb. Ab 1821 saß er im Staatssenat. Bis zum Jahr 1829 hatte er es zum Vorsitzenden in diesem Gremium gebracht. In dieser Eigenschaft fiel ihm 1829, nach dem Rücktritt von Sam Houston, für einige Monate das Amt des Gouverneurs zu. Während seiner kurzen Amtszeit orientierte er sich an der Politik von Ex-Gouverneur William Carroll, der 1829 auch sein Nachfolger werden sollte. Insbesondere betraf das die Reform des Gefängnis- und Justizwesens sowie die Förderung von öffentlichen Schulen. Er ließ sich 1829 nicht mehr für die Wahlen aufstellen. So wie Sam Houston der erste Gouverneur von Tennessee war, der seine Amtszeit nicht regulär beendete, war Hall der erste Gouverneur, der für einen ausgeschiedenen Vorgänger einsprang und dessen Amtszeit vervollständigte. Bis heute ist seine Amtszeit eine der kürzesten in der Geschichte Tennessees geblieben.
1831 kandidierte der überzeugte Anhänger von Präsident Andrew Jackson erfolgreich für den Kongress und verbrachte eine Legislaturperiode in Washington, D.C. Im Repräsentantenhaus vertrat er den fünften Wahlbezirk seines Staates.

## Lebensabend und Tod
Anschließend zog er sich auf seinen Landsitz Locustland zurück, wo er einige Treffen der Westpioniere organisierte und seine Erinnerungen an seine Zeit an der Siedlungsgrenze verfasste. Er starb am 7. Oktober 1856.